# Battaglia di Uji (1180)
La Prima battaglia di Uji fu il primo scontro della guerra Genpei, nel quale i Taira sconfissero il capoclan dei Minamoto, Minamoto no Yorimasa, e il principale pretendente al trono imperiale, il principe Michihito.

## Antefatto
Nel 1180 Taira no Kiyomori, capofamiglia del potente clan Taira che in quel momento controllava la corte imperiale, dopo l'abdicazione dell'imperatore Takakura, fece ascendere Antoku, che aveva sangue Taira, al trono del Crisantemo. Il principe Mochito, figlio dell'ex imperatore Go-Shirakawa, vedendosi negato il diritto alla successione, nel maggio chiamò alle armi il clan Minamoto, rivale dei Taira, e i monasteri buddisti. Il capofamiglia dei Minamoto, Minamoto no Yorimasa, rispose all'appello insieme ai monasteri di Nara Todai-ji e Kofuku-ji, al clan Watanabe altri. Mentre i monaci di Mii-dera, a Kyoto, dettero asilo al principe; quando uno di questi monaci, fedele ai Taira, tradì l'ospite del tempio, Kyomori cercò di arrestarlo, e non potendo i monaci di Mii-dera garantirgli protezione fu costretto a fuggire da Kyoto. Fuori città Mochihito si riunì con le truppe a lui fedeli che si erano radunate: queste forze ammontavano a circa 1500 uomini tra samurai di Minamoto no Yorimasa, samurai del clan Watanabe e sōhei di Mii-dera. Una volta riunitosi l'esercito ribelle si diresse verso Nara per unirsi ai monaci alleati di Kofuku-ji e Todai-ji.

## La battaglia
I Taira inseguirono il principe con una consistente forza comandata da Taira no Tomomori e Taira no Shigehira e lo raggiunsero presso il fiume Uji, dove si trovava il tempio di Byōdō-in. La battaglia iniziò con uno scambio di frecce tra i due schieramenti attraverso il fiume dato che i ribelli avevano incendiato l'unico ponte. Secondo l'Heike Monogatari il primo dei Taira a trovare un guado a ad attraversare l'Uji fu il giovane samurai Ashikaga Tadatsuna, che guidò la carica dell'esercito sconfiggendo le forze del pretendente al trono. Nello scontro caddero i figli di Yorimasa, Kanetsuna e Nakatsuna, il figlio adottivo Nakaya, i nipoti Sotsuna e Nakamitsu e i samurai del clan Watanabe: Choshichi Tonau, Kiou, Habuku, Sazuku, Tsuranu, okoru. L'Heike Monogatari ricorda tre dei sōhei di Mii-dera: Ichirai Hoshi, Gochin no Tajima, Tsutsui Jomyo Meishu, i quali combatterono particolarmente eroicamente. Lo stesso Yorimasa fu ferito a un braccio da una freccia e si rifugiò con appena 30 dei suoi samurai nel Byōdō-in. Quando i Taira incendiarono il tempio si suicidò nella sala della Fenice compiendo uno dei primi seppuku documentati della storia, che probabilmente fissò lo standard per gli anni a venire.

## Conseguenze
Il principe Mochihito riuscì a fuggire in direzione di Nara, ma fu catturato e decapitato pochi giorni dopo dai guerrieri Taira. Pochi giorni dopo il tempio di Mii-dera fu attaccato dai Taira e bruciato, stessa sorte toccò ai templi di Nara e all'intera città con l'assedio di Nara.
Nonostante la ribellione fosse fallita e i suoi capi uccisi il suo impatto fu grande: gli altri membri del clan Minamoto dopo la morte del capoclan radunarono eserciti in diverse parti del paese e chiamarono alle armi gli alleati. I Taira pur avendo vinto avevano scatenato la guerra Genpei, che per loro sarà disastrosa ed entro cinque anni porterà il loro clan ad essere annientato.